# 왕통 (수나라)

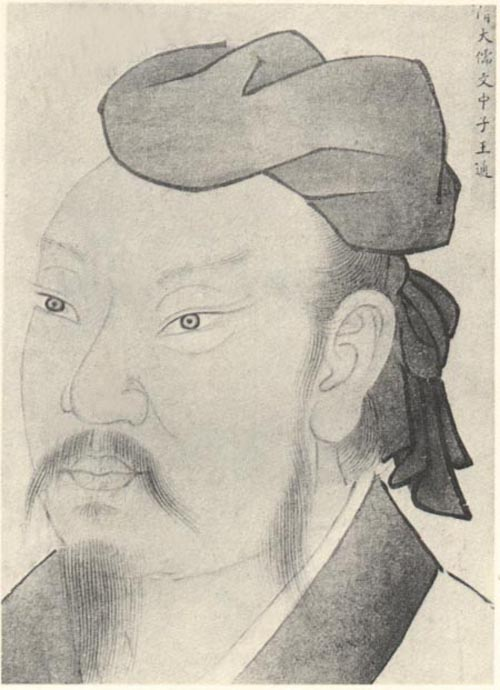

왕통(王通, 582 ~ 616)은 수나라의 유학자이다. 자는 중엄(仲淹)이고 별호인 문중자(文中子)로도 불릴 때가 많다.
왕통은 유가사상의 계승을 필생사업으로 생각하였다. 그의 근본사상은 중용(中庸)에 근거하였다. 그의 교육에 관한 학설은 그의 저작인 《중설》(中說)에 기록되어 있다. 그는 유가의 교육학설에 따라 덕례(德禮)교육을 주장하였다. 덕례의 내용은 인의(仁義)이다. 그에 의하면 인의는 교육의 근본이고, 교육은 인의를 실천할 수 있는 인재를 양성하는 것을 그 목적으로 삼아야 한다. 만약 난세를 만나 인의를 실천하기 어려우면 수신(修身)·제가(齊家)만이라도 실천해야 한다. 이러한 입장에서 그는 당시의 사람들이 농공(農工)을 천시하는 것을 반대하고, 그 자신이 몸소 농사지으며 생활을 하였다. 그는 모든 사람이 자기의 직분에 만족하고 직책을 충실히 완수할 것을 주장하여, 학문의 목적이 자기완성에 있다고 강조한다. 따라서 교육은 자기 본성을 바로잡는 ‘정기심(正其心)’에서 출발해야 하고, 다른 사람의 장점을 관찰하여 스승으로 삼아야 한다고 말하였다. 일반 유학자들과 마찬가지로 교육의 교재로서 《춘추》, 예(禮), 악(樂), 시(詩), 서(書), 역(易)을 쓰는 것이 좋다고 생각하였다.